# Allium sandrasicum
Allium sandrasicum là một loài thực vật có hoa trong họ Amaryllidaceae. Loài này được Kollmann, Özhatay & Bothmer mô tả khoa học đầu tiên năm 1983.